# Pieve di San Giovanni in Sugana
La pieve di San Giovanni in Sugana si trova nei pressi di Cerbaia Val di Pesa, nel comune di San Casciano in Val di Pesa, in provincia di Firenze.

## Storia
L'originaria chiesa di San Giovanni Battista era situata sulla via Volterrana presso il torrente Sugana, nella località attualmente conosciuta come Pievevecchia.
Le prime notizie documentali risalgono al 1019, anno in cui la Badia a Settimo acquistò dei terreni nei piviere di Sugana. Nel XII secolo la pieve era di pertinenza del Monastero di San Miniato al Monte di Firenze, come risulta da un documento di Papa Lucio III risalente al marzo del 1184. Pochi anni dopo la sede plebana venne trasferita presso l'attuale edificio mentre nel vecchio sito venne lasciata la sede cimiteriale, situazione che dura anche oggi.
Dai registri delle decime pontificie risulta che la chiesa ebbe delle difficoltà finanziarie a partire dalla seconda metà del XIII secolo.
Il territorio della pieve era esiguo, era composto da solo otto chiese suffraganee, ma questo non impedì che la pieve fosse abitata da una comunità di canonici, tra i quali veniva eletto il pievano. Il pievano veniva spesso scelto tra i membri della famiglia Giandonati, che avevano il patronato della chiesa.
L'edificio conserva le caratteristiche strutturali e decorative del XII-XIII secolo. Nel XVI secolo la chiesa venne arricchita da opere quali una Pietà in terracotta invetriata della bottega di Giovanni della Robbia o secondo altri di Santi Buglioni. In quello stesso periodo venne ridefinito l'interno grazie alle donazioni della famiglia Salviati che dal 1558 ebbero il patronato della chiesa.
Nel 1730 vennero svolti imponenti lavori di restauro che portarono a una definizione in senso barocco della chiesa, alla soppressione della confraternita preposta alla manutenzione della chiesa e infine venne demolita la primitiva struttura dell'oratorio, demolitio operae plebis Veteris S. Ioannis in Sugana.
Altri lavori vennero eseguiti nel 1894 quando furono rimosse le decorazioni in gesso e vennero ridipinti i fondi degli altari delle nicchie. Poco dopo venne completamente ridipinto l'interno a tempera e vennero realizzate alcune statue in terracotta.

## Descrizione

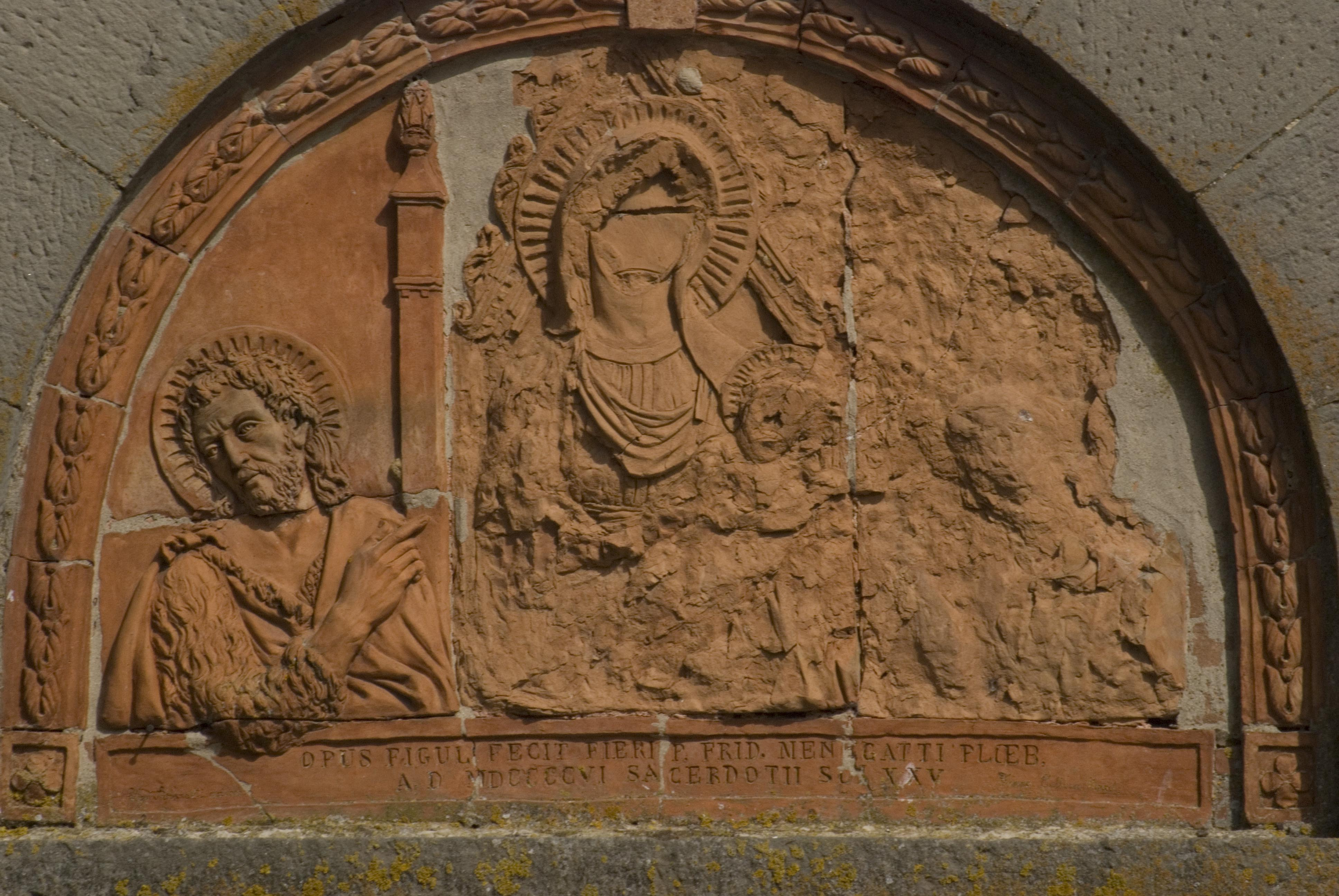
Lunetta della facciata

L'attuale edificio appare come una costruzione tardo-romanica ed è formato da un'unica navata coperta a tetto.

### Esterno
La facciata in origine era preceduta da un portico di cui sono rimasti in facciata gli attacchi del manto di copertura e delle arcate laterali. La monofora strombata che è posta sotto la cuspide è l'unica parte originale della facciata.
Sul fianco settentrionale si apriva un portale architravato, oggi tamponato. La muratura del fianco settentrionale nella parte inferiore presenta un paramento murario realizzato da bozze di arenaria ben spianate mentre nella parte superiore, forse a causa di un esaurimento del materiale nella cava, presenta un paramento a bozze di calcare disposte a filaretto in cui si aprono tre monofore strombate.
La parte tergale della pieve era conclusa in origine da un'abside circolare ma adesso presenta una costruzione che racchiude anche il campanile a torre nella cui base si apriva un portale architravato.
Il fianco meridionale era aperto da un portale molto simile a quello posto ai piedi del campanile attraverso il quale era possibile accedere al chiostro. Nel chiostro sul lato est sono presenti due monofore a feritoia con archivolto monolitico che probabilmente facevano parte di una costruzione antecedente la chiesa. Sul lato ovest nel 1952 venne scoperta una bifora con colonnino monolitico e archivolto bicromo in marco e serpentino.

### Interno
Nell'interno erano poste varie tra le quali una tavola di Neri di Bicci e la Croce del Maestro di San Lucchese, attualmente sono conservate nel Museo di San Casciano. La chiesa conserva anche un nucleo di arredi sacri in terracotta risalenti all'inizio del XVI secolo: nel 1505 venne realizzato il Presepe e una Pietà in terracotta attribuita alla scuola dei Buglioni. È presente anche una grande pala realizzata nel 1510 da Benedetto Buglioni raffigurante la Madonna tra i santi Giovanni Battista e Antonio Abate. La pala è stata in gran parte ricostruita in seguito a dei gravi danni subiti; sono originali il Sant'Antonio e il corpo del Bambino: La Pietà è una terracotta non invetriata attribuita a Benedetto Buglioni e raffigura il corpo di Cristo sorretto dalle tre Marie.
Nel Museo di San Casciano è conservata anche l'opera più importante di questa chiesa: il fusto scolpito con scene della Natività e dell'Annunciazione, attribuito al Maestro di Cabestany.
Proveniva dall'oratorio di Pievevecchia e venne trasferito nella chiesa principale nel 1906 e raffigura scene dell'infanzia di Gesù ( Annunciazione, Annuncio ai Pastori, Natività e Battesimo di Cristo). L'opera venne attribuita in un primo tempo ad un seguace di Biduino poi verso la fine del XX secolo venne attribuito al Maestro di Cabestany, scultore attivo nell'Abbazia di Sant'Antimo.

## Antico piviere di San Giovanni in Sugana
- chiesa di San Niccolò a Pisignano

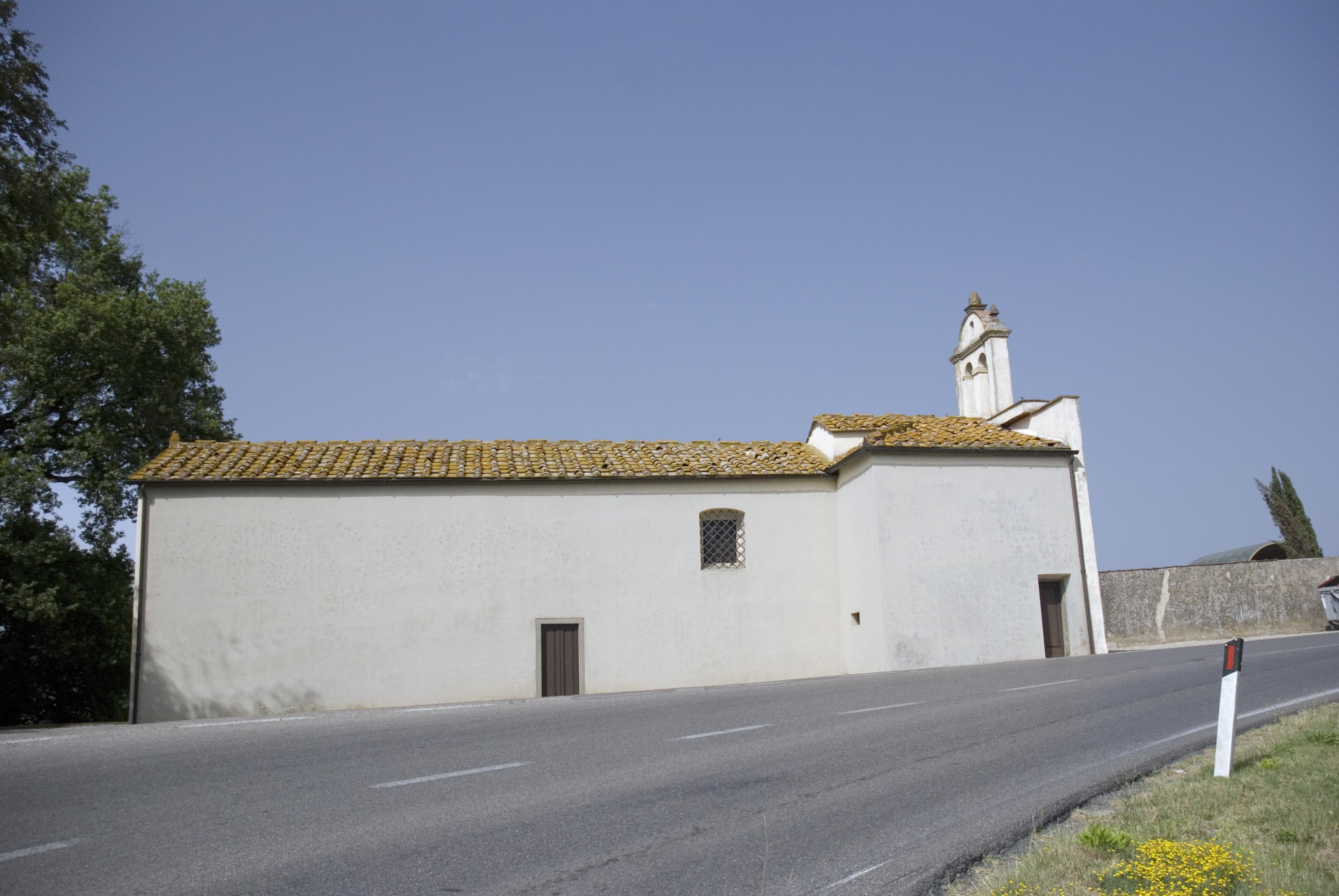
L'oratorio della Pieve Vecchia

Esistente nel XIII secolo, è stata ricostruita nel 1707. Soppressa nel 1986, è annessa alla pieve.
- chiesa di Santa Maria alla Romola

Risale al XIII secolo, fu ricostruita interamente nel 1755.
- chiesa di San Leonardo alla Querciola (annesso al precedente)
- chiesa di Santo Stefano a Gabbiola

Risalente al XII secolo; risulta annessa alla pieve nel 1565. È una piccola chiesa romanica che è stata trasformata in abitazione privata. Conserva parte dell'abside e delle pareti laterali.
- chiesa di San Niccolò a Cipollatico

Ad una navata, nel 1934 fu annessa a quella di Montagnana. 
- chiesa di San Piero (Montepaldi)
- chiesa di San Michele a Torri

La chiesa è stata completamente rifatta dopo la seconda guerra mondiale. Il precedente edificio risaliva al 1934. Soppressa nel 1986.
- chiesa di San Zanobi al Cigliano

È ricordata una sola volta nel 1371 e non ha mai costituito una parrocchia autonoma.
- chiesa di Santa Maria a Novoli

Ricordata nel 1161 e scomparsa in epoca imprecisata.
- oratorio della Pieve Vecchia

L'oratorio della Pieve Vecchia, sorge in prossimità della pieve di San Giovanni, all'altezza del cimitero di Cerbaia. Viene considerato del VII secolo e si pensa che sorga sui resti di un tempio romano.